# Anastasios Peponis
Anastasios Peponis (griechisch Αναστάσιος Πεπονής, * 1. Januar 1924 in Athen; † 8. August 2011) war ein griechischer Politiker der PASOK.

## Leben
Peponis engagierte sich während der Besetzung Griechenlands im Zweiten Weltkrieg in der Widerstandsbewegung der Panhellenischen Union der kämpfenden Jugend (Πανελλήνιος Ένωσις Αγωνιζόμενων Νέων, PEAN). Nach dem Krieg studierte er Rechtswissenschaften und war zwischen 1951 und 1952 Vorsitzender der Nationalen Progressiven Zentrumsunion (Εθνική Πολιτική Ένωσις Κέντρου, EPEK).
Danach war er zunächst als Journalist beim Rundfunk tätig und wurde landesweit zwischen 1964 und 1965 bekannt, als er als Generaldirektor der Griechischen Rundfunkanstalt den ersten probeweisen Fernsehsender in Griechenland einführte. Während der Zeit der griechischen Militärdiktatur von 1967 bis 1974 engagierte er sich im Widerstand gegen das Regime von Oberst Georgios Papadopoulos und wurde deshalb fünf Mal verhaftet. Später lebte er zeitweise im Exil.
Nach dem Ende des Obristenregimes engagierte er sich in der von Andreas Papandreou gegründeten PASOK und wurde für diese 1977 erstmals als Mitglied in das Parlament gewählt, dem er bis 2000 angehörte. Zwischen 1981 und 1984 war er außerdem Mitglied des 1. Europäischen Parlamentes.
Nach dem Wahlsieg der PASOK gegen die Nea Dimokratia wurde er im Oktober 1981 zunächst Minister für Industrie und Energie und behielt dieses Amt im ersten Kabinett von Premierminister Andreas Papandreou bis zum 5. Juli 1982. Zwischen dem 17. Januar 1984 und 1985 war er Minister ohne Geschäftsbereich in diesem Kabinett.
Im zweiten Kabinett Papandreou war er zwischen Oktober 1986 und Juli 1989 Industrieminister, Minister für Forschung und Technologie sowie Minister für Energie und natürliche Ressourcen. Darüber hinaus war er vom 17. März bis zum 2. Juli 1989 Minister beim Premierminister.
Das Amt des Ministers beim Premierministers übernahm er erneut vom 13. Oktober 1993 bis 28. Dezember 1994 im dritten Kabinett Papandreou. In diesem Amt trug er maßgeblich zur Gesetzgebung und Gestaltung des öffentlichen Dienstes bei. Nachdem er am 10. Februar 1995 Justizminister wurde, war er zwischen 15. September 1995 und 22. Januar 1996 Minister für Industrie, Energie und Technologie.
Zuletzt war er vom 22. Januar bis September 1996 Minister für Gesundheit und soziale Solidarität im ersten Kabinett von Konstantinos Simitis. Peponis starb an den Folgen einer längeren Herzkrankheit.